# Тимрот, Александр Иванович
Генрих Иоганн Фридрих Ти́мрот (нем. Heinrich Johann Friedrich, в русской службе Александр Иванович Тимрот (1790—1848) — генерал-лейтенант, участник войн против Наполеона.

## Биография
Происходил из дворян Эстляндской губернии, родился 31 марта 1790 в Ашерадене.
Военную службу начал в 1805 году подпрапорщиком в гренадерском Короля Прусского полку. В том же году, с 16 по 19 сентября Тимрот находился в десантном корпусе на Балтийском море, а затем в отряде сухопутных войск в Шведской Померании, Мекленбург-Шверинской и Стрелецкой областях.
В 1806—1807 годах он сражался с французами в Восточной Пруссии, был в делах под Пултуском, при Янкове, под Прейсиш-Эйлау, при Гейльсберге, при Фридланде, причём в последнем сражении был ранен пулями в обе руки. В 1807 году произведён в прапорщики.
В кампании 1808—1809 годов против шведов Тимрот был при блокаде шведских балтийских портов и при обороне береговых укреплений.
Во время Отечественной войны 1812 года Тимрот сражался под Витебском и Смоленском, в Бородинском бою заслужил себе золотую шпагу с надписью «За храбрость» (указ от 19 декабря 1812 года), затем был в делах при селе Спасском, под Малоярославцем и под Красным. За другие отличия в этой войне Тимрот был награждён орденом св. Анны 4-й степени.
В Заграничных походах Тимрот также с отличием участвовал в сражениях при Люцене, Бауцене, под Дрезденом, Кульмом, 4, 5, и 6 октября 1813 года в генеральном сражении под Лейпцигом; за отличие в Битве народов прусский король наградил Тимрота орденом Pour le Mérite. В кампании 1814 года находился при блокаде крепости Бельфурт, сражался под Бриенном, при Арси-сюр-Об и был при взятии Парижа. В 1815 году был посвящён в масонство в ложе «Соединённых сердец» в городе Вик во Франции, затем посещал ложи в Польше и России.
В 1819 году Тимрот был произведён в подполковники и в 1821 году был переведён в лейб-гвардии Семёновский полк и в том же году произведён в полковники.
Как выдающийся офицер Тимрот обратил на себя внимание императора Николая I, был пожалован 1 января 1829 году во флигель-адъютанты и 25 июня того же года произведён в генерал-майоры с назначением командиром Образцового пехотного полка; через четыре года император Николай I отличил Tимрота, назначив его командиром лейб-гвардии Измайловского полка.
В 1836 году Тимрот был назначен окружным генералом 2-го округа Отдельного корпуса внутренней стражи, в 1842 году состоящим для особых поручений при корпусе внутренней стражи, в 1847 году произведён в генерал-лейтенанты.
В аттестации Tимроту, данной командиром корпуса генералом Гартонгом, было сказано: «Отчёты по должности, какие имел в течение службы, в срок представлял. Жалобам не подвергался. Слабым в отправлении обязанностей службы замечен не был и никаких беспорядков и неисправностей между подчиненными не допускал. Обличаем и оглашаем не был».
Скончался 20 января 1848 года. Похоронен на Волковском лютеранском кладбище в Санкт-Петербурге.

## Награды
- Орден Святой Анны 1-й степени (1831 год, императорская корона к этому ордену пожалована в 1834 году)
- Орден Святого Георгия 4-й степени (21 декабря 1832 года, за беспорочную выслугу, № 4682 по кавалерскому списку Григоровича — Степанова)
- Орден Святого Владимира 2-й степени (1839 год)

## Семья
Отец — Иоганн Фридрих Тимрот (1734—1795), теолог Йенского университета, домашний учитель в семье Шульц фон Ашераденов, пастор в Ашерадене. Мать — Мария Маргарита фон Нейкирх, дочь королевского шведского лейтенанта.
Супруга — Элизабет Аполлония баронесса фон Бистром (1808—1885), дочь Курляндского обер-гауптмана Карла Готгарда фон Бистрома и Аполлонии Шарлотты Маргариты Оливии, рождённой фон Энгельгардт. От брака имели пятерых сыновей, причем Карла, родившегося в бытность Тимрота командиром Измайловского полка, воспринимал от купели император Николай I.
Его сыновья:
- Николай (1826—1890) — прокурор в Митаве Курляндской губернии, статский советник, служил в Сенате, в 1862 — Тверской губернский прокурор.
- Готхард (Gotthard, 1827—1880) — генерал-майор, Костромской губернский воинский начальник. Его жена — Ольга Федоровна (Ольга Каролина Мария Теодора) фон Раден (1828—1903), сестра баронессы Эдиты Федоровны Раден.
  - Их сыновья: Александр Григорьевич Тимрот (1865—1944), близнецы Готгард Готгардович Тимрот (1868—1941) и Эммануэль Оскар Владимир Готтард фон Тимрот (1868—1942, Дрезден), Лев Готгардович Тимрот  (1873—1943).
- Георгий (Егор) (1831—1909) — действительный статский советник, председатель Ярославской губернской земской управы (1866), присяжный поверенный в Самаре (1877). Был знаком с Л.Н.Толстым: его загородное имение находилось по соседству с владениями Толстого в Самарской губернии, а в отсутствии писателя присматривал за его хозяйством[1].  Внуки Георгия (Егора) Александровича — физик Дмитрий Львович Тимрот и литературовед Александр Дмитриевич Тимрот, директор Музея Л. Н. Толстого в Ясной Поляне (1946—1961).
- Карл Август Рихард (1834—1895) — генерал-лейтенант, начальник штаба Финляндского военного округа
- Александр (1836—1899) — полковник 1873, начальник штаба третьей пехотной дивизии 1873—1878, затем в Генштабе до 1880 года. Генерал-майор. 
  - Его дочери: Елизавета Александровна Тимрот (1872—?), вышла замуж за своего двоюродного брата Льва Егоровича Тимрота (их сын — Дмитрий Львович Тимрот) и Варвара Александровна Тимрот (1878—1942). Ее муж — Сергей Николаевич Тройницкий. Их дочь Елена Сергеевна Тимрот-Тройницкая (1913—1998) — жена Дмитрия Львовича Тимрота.

Его двоюродный брат — генерал-майор Фёдор Карлович Тимрот.